# Bildstein von Smiss (Stenkyrka)

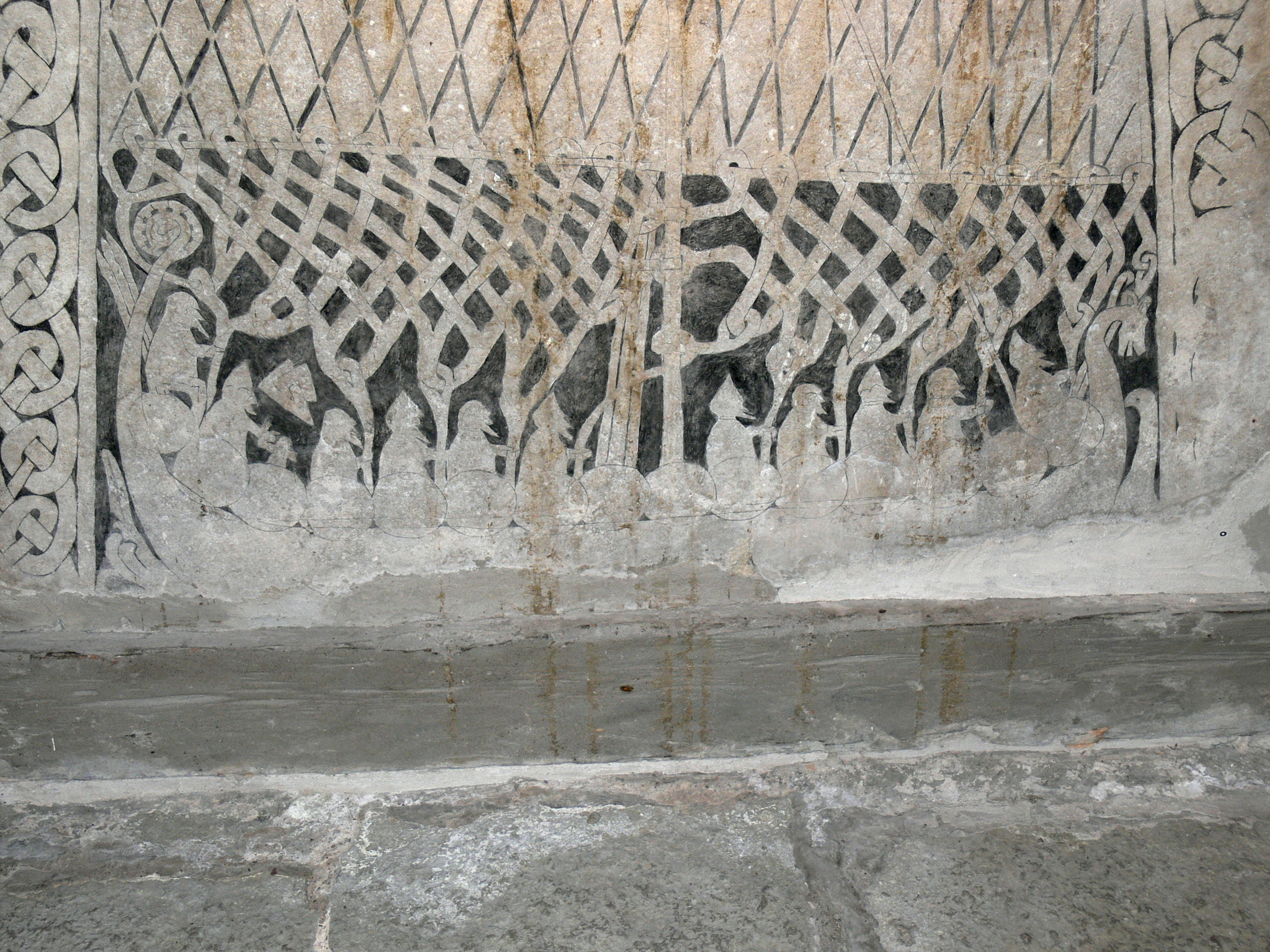
Bildstein von Smiss.

Der Bildstein von Smiss im Kirchspiel Stenkyrka auf der schwedischen Insel Gotland in Schweden stammt vom Ende der dreiphasigen Bildsteinepoche. Das Exemplar zeigt die typische Schiffsdarstellung, die zu den Motiven der Steine des (letzten) Typs 3 gehört. Der Stein steht heute im Gotlands Fornsal.

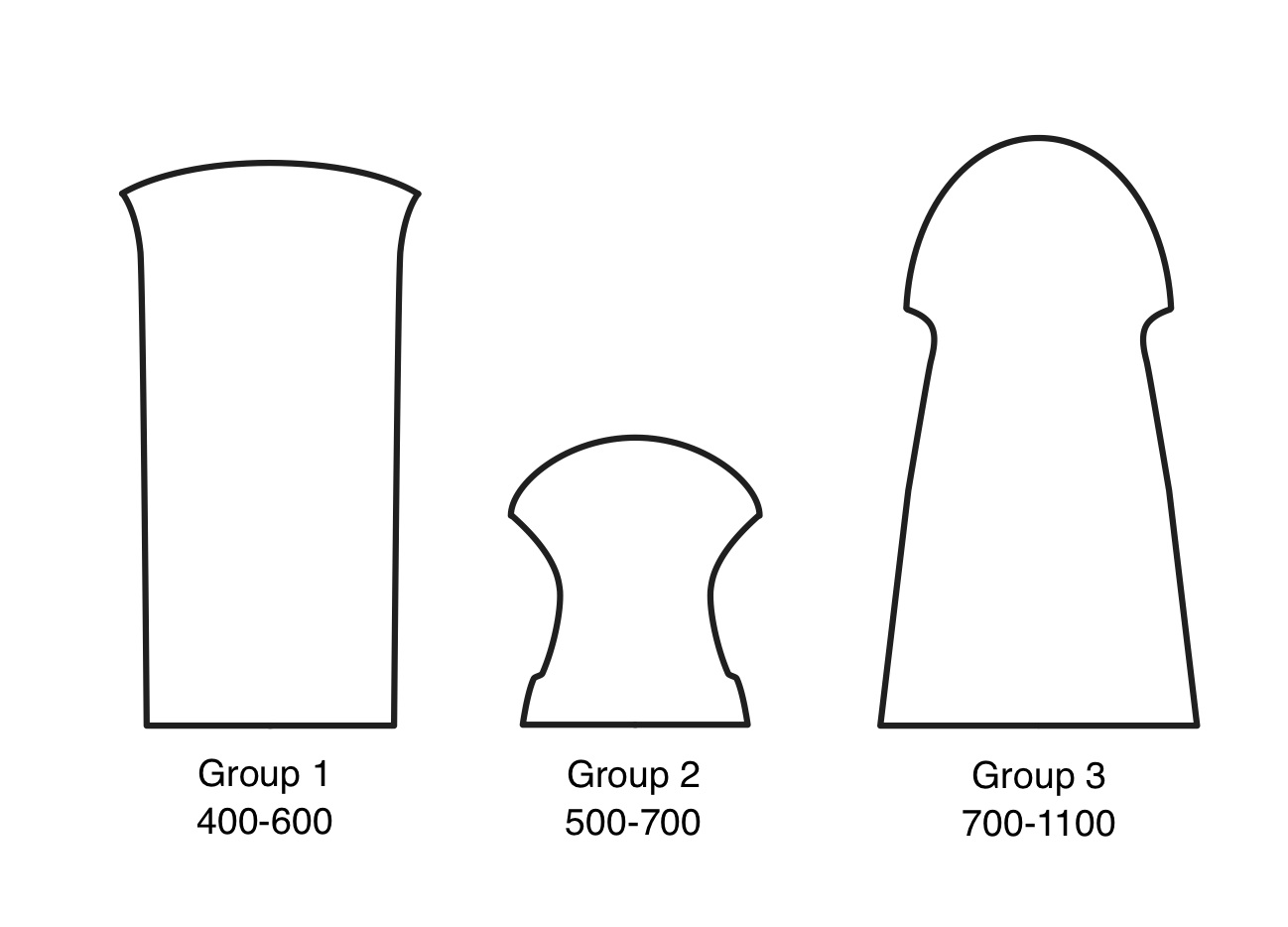
Der Bildstein entspr. der Form 3 – rechts

Zwischen 700 und 1100 n. Chr. behauptete sich auf Gotland der zweite, gegenständliche Elemente verwendende Bildsteinstil. Die Zeichnungen wurden nicht mehr geometrisch oder als Umrisslinien, wie vorher, sondern bildhaft und flächig angelegt. Die Steine dieser Epoche sind allgemein sehr hoch. Die Schiffsdarstellung, auf dem nur im unteren Bereich gut erhaltenen Stein, ist die detailreichste jemals gefundene. Sie fällt zeitlich in etwa mit den realen Wikingerschiffen von Gokstad und Oseberg zusammen. Bei den Schiffsfunden fehlende Elemente, wie die Takelage, können somit ergänzt werden.
Der Schiffsrumpf verfügt über einen Drachenkopf am Bug und einen gerollten Schwanz am Heck. Am Masttop steckt eine wikingerzeitliche Schiffsfahne von jener Art, wie sie vielfach als verkleinertes Modell aus Bronze bei Ausgrabungen und als Grabbeigabe im Ostseeraum gefunden wurde. Eine verzierte metallene Schiffsfahne am Steven, wie sie im Original bei den Schiffsfahnen von Heggen, Källunge, Söderala und Tingelstad erhalten geblieben ist, zeigt der Bildstein hingegen nicht. Das Segel ist auf allen gotländischen Bildsteinen (schwedisch Bildstenar) horizontal oder diagonal kariert. Die diagonalen Linien auf den Segeln dürften Verstärkungen aus Leder darstellen. Das längsgestreifte Segel, das man oft auf den Modellen des Oseberg- und Gokstadschiffes sieht, kam erst im 11. Jahrhundert in Gebrauch. Am unteren Segelende befand sich ein höchst kompliziertes System von Netzschoten mit zahlreichen Enden, an denen die Besatzung das Segel möglichst flach im Wind halten konnte.
Weitere Bildsteine stammen aus dem Ortsteil Lilla Bjärs.